# فرد بوسکالیونه
فِـرِد بوسکالیونه (انگلیسی: Fred Buscaglione؛ ‏ تلفظ ایتالیایی: [ˈfrɛd buskaʎˈʎo:ne]؛ ‏ ۲۳ نوامبر ۱۹۲۱ – ۳ فوریهٔ ۱۹۶۰) خواننده و بازیگر اهل ایتالیا بود.
از فیلم‌هایی که وی در آن‌ها نقش داشته‌است، می‌توان به مردان خشن اشاره نمود.